# Ligne de Colmar-Central à Neuf-Brisach
La ligne de Colmar-Central à Neuf-Brisach est une ligne de chemin de fer française à voie normale qui relie la gare de Colmar à la gare de Volgelsheim (anciennement Neuf-Brisach Gare) dans le Haut-Rhin en Alsace. Elle est aujourd'hui fermée au service voyageurs mais toujours ouverte au trafic fret.
Elle constitue la ligne n°120 000 du réseau ferré national.
Dans l'ancienne nomenclature de la région Est de la SNCF, elle était numérotée « ligne 34.8 » et désignée en tant que « Ligne Colmar – Neuf-Brisach ».
Après la gare de Volgelsheim (Neuf-Brisach Gare) la ligne se poursuit vers le nord, en longeant le Rhin sur une vingtaine de kilomètres, jusqu'à la zone portuaire et industrielle de Marckolsheim. Cette portion de ligne constitue un embranchement privé géré par la Chambre de Commerce et d'Industrie de Colmar.

## Historique
La ligne de « Colmar au Rhin » est concédée à la commune de Colmar et déclarée d'utilité publique, à titre d'intérêt local, par un décret impérial le 24 avril 1869. Ce même décret approuve le traité d'exploitation de la ligne signé le 9 octobre 1867 entre la commune et la Compagnie des chemins de fer de l'Est. Cette ligne devait faire partie d'une magistrale reliant Paris à Vienne et traversant les Vosges et la Forêt-Noire.
La ligne est ouverte le 5 janvier 1878 par la Direction générale impériale des chemins de fer d'Alsace-Lorraine et se prolongeait au-delà du Rhin vers Vieux-Brisach et Fribourg-en-Brisgau. Lorsque débute l'exploitation de la ligne, le pont sur le Rhin n'est pas terminé. Un pont de bateaux est alors mis en place en attendant l'achèvement de l'ouvrage définitif. En 1914, 10 omnibus assurent quotidiennement la liaison entre Colmar et Fribourg.

### Fermeture partielle
Le pont sur le Rhin est dynamité le 12 octobre 1939 par l'Armée française. Un nouveau pont est construit par la Deutsche Reichsbahn et le génie militaire allemand en 1940. Il est détruit le 5 février 1945 lors de la libération de l'Alsace. En février 1946, les éléments récupérables du pont sont transportés par péniches jusqu'à Chalampé pour rétablir le pont sur le Rhin de la ligne Mulhouse - Neuenbourg.
La section Neuf-Brisach - Vieux-Brisach est officiellement déclassée le 15 juillet 1953.
Dans les années 1950, la desserte voyageurs est effectuée par des autorails De Dietrich des dépôts de Strasbourg et de Mulhouse-Île-Napoléon. Seuls deux aller-retours quotidiens sont assurés entre Colmar et Neuf-Brisach Gare.
L’embranchement qui dessert le port de Marckolsheim a été construit entre 1959 et 1960. Il était prévu de prolonger l’infrastructure  jusqu’au port autonome de Strasbourg mais le projet ne s’est jamais concrétisé. Cet embranchement, qui constitue un prolongement de la ligne, est géré par la Chambre de Commerce et d’Industrie de Colmar (le port autonome de Strasbourg est également copropriétaire) et ne fait donc pas partie du réseau ferré national. La section de Volgelsheim à l'embarcadère de Sans-Souci (environ 12 kilomètres) est aujourd'hui exploitée à des fins touristiques par le Chemin de fer touristique du Rhin.
La ligne est fermée au service voyageurs le 17 mars 1969.
En 1973, le trafic marchandises annuel de la ligne est de 150 000 tonnes. Les dessertes sont réalisées par des BB 63500 du dépôt de Strasbourg.
En 2013, le port rhénan de Colmar / Neuf-Brisach a racheté les voies de la gare de Volgelsheim. Le port ne peut toutefois pas utiliser la voie n°1 (longue de 780 mètres), celle-ci étant conservée par la région Alsace en vue d'une éventuelle réouverture de la ligne au service voyageurs.
En 2015, le trafic fret de la ligne est de 385 817 tonnes. Les principales marchandises acheminées sont l’aluminium, la cellulose, les produits chimiques et plastiques, les céréales et les véhicules.

### Projet de réouverture
Une réouverture de la ligne au trafic voyageurs entre Colmar et Volgelsheim a été envisagée en 2008 par Hubert Haenel, vice-président du conseil régional d'Alsace chargé des transports de l'époque mais le projet est resté sans suite.

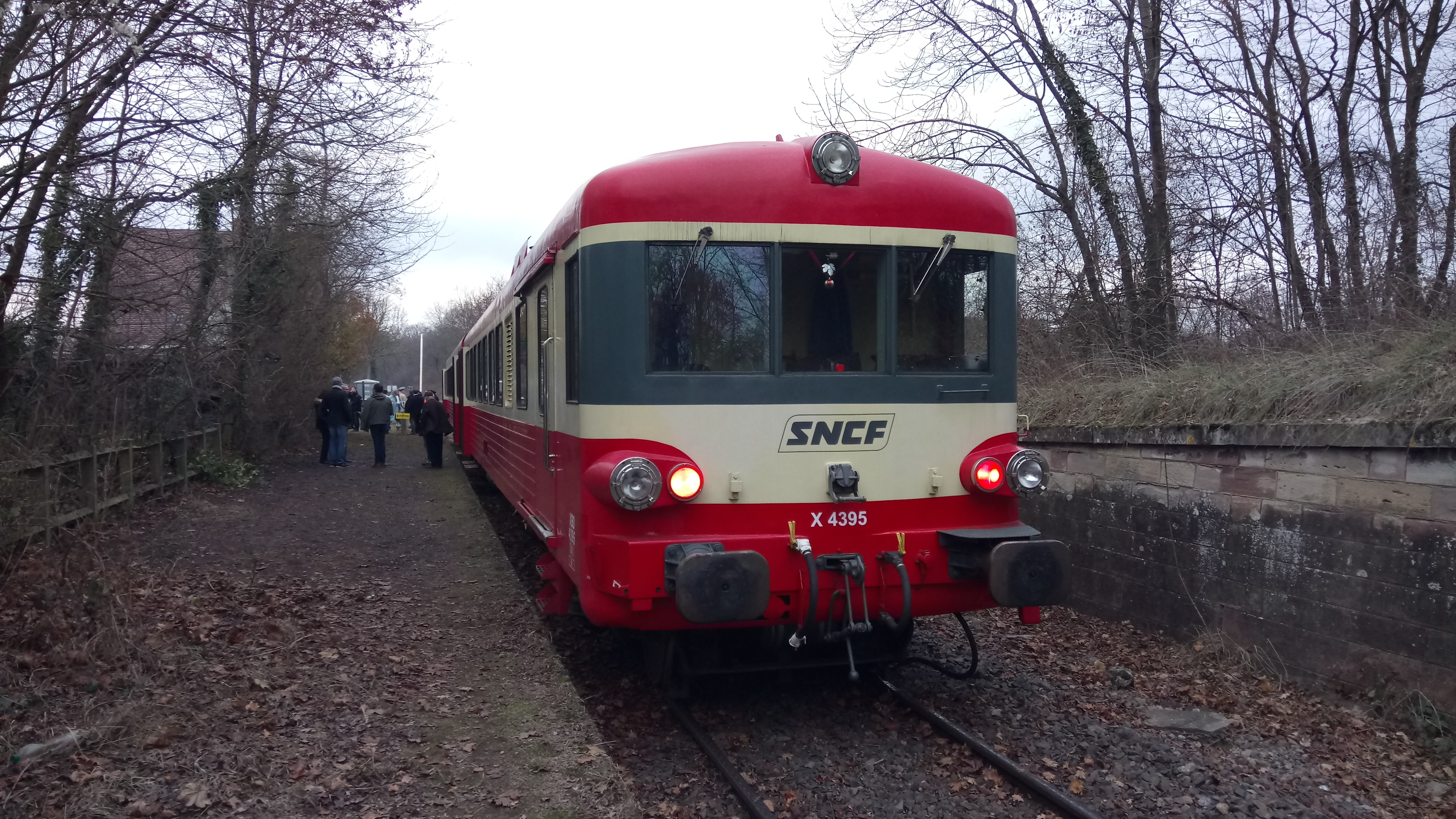
Train spécial en gare de Neuf-Brisach Ville le 11 décembre 2016.

L'association Trans-Rhin-Rail (TRR) milite pour la réouverture de la ligne au trafic voyageurs et la reconstruction d'un pont ferroviaire sur le Rhin. Selon un sondage réalisé par l'association, plus de 80 % des personnes interrogées « prendraient un train direct Colmar - Fribourg, s’il existait ». Le coût de la rénovation de la ligne et de la construction d'un nouveau pont sur le Rhin est estimé à 70 millions d'euros. L'association a organisé la circulation d'un train exceptionnel entre Colmar et Volgelsheim le 22 septembre 2012, le 15 juin 2013, le 8 mai 2016, les 10 et 11 décembre 2016 ainsi que les 9 et 10 décembre 2017.
Une étude de la Commission européenne sur les liaisons manquantes dans l'Union européenne publiée en juin 2018 fait apparaître la ligne Colmar - Fribourg en neuvième position des lignes potentiellement les plus rentables (sur 365 lignes étudiées).
La réouverture de la ligne aux voyageurs pourrait faire partie des projets de coopération transfrontalière entre la collectivité européenne d'Alsace et l'Allemagne.
Une étude technique concernant le rétablissement de la liaison entre Colmar et Fribourg est publiée en mars 2019. La fréquentation quotidienne est estimée entre 3 490 et 5 880 voyageurs. L'étude propose une liaison directe entre Colmar et Fribourg ou une correspondance à Vieux-Brisach ou encore un tram-train. La présidente du conseil départemental du Haut-Rhin Brigitte Klinkert préconise la liaison directe en train fonctionnant à l'hydrogène. Le coût du projet de réouverture est estimé entre 230 et 275 millions d'euros. Parmi les difficultés abordées se trouvent la suppression des passages à niveau et la pente pour franchir le Rhin qui doit être de 1% pour permettre le passage des convois de marchandises. Concernant le calendrier, Brigitte Klinkert souhaite que la ligne soit remise en service à l'horizon 2026-2027. Le 26 avril 2019, la région Grand Est approuve un financement de 3,2 millions d'euros pour des études d'avant-projet et la remise à niveau de la ligne.
En 2020, l'Allemagne inclut la ligne dans son projet de réouvertures de lignes ferroviaires abandonnées. En 2021, il est annoncé que la ligne fait partie du premier lot sélectionné par la DB, sans pour autant annoncer de date précise.
Des travaux de remise à niveau sont réalisés entre mai 2021 et janvier 2022. Ils comprennent le renouvellement de 15,5 kilomètres de voie, 13 000 traverses et 12 300 tonnes de ballast. Le trafic de la ligne est de 375 trains de fret par an soit 210 000 tonnes.
Les études préliminaires s'achèvent en 2023, la région fait inscrire les études d'avant-projet au CPER 2021 - 2027 sans préciser de date estimée pour la concrétisation du projet.
En 2024, une pétition est lancée par l'association « Trans Rhin Rail Colmar-Freiburg » pour le rétablissement de la ligne Colmar-Freiburg, initialement prévu pour 2040 mais souhaité pour 2030.
En plus du pont ferroviaire, un projet de passerelle piétonne et cyclable entre Breisach et l'île du Rhin à Vogelgrun est prévu pour 2030,. Les seules passerelles conçues exclusivement pour les piétons et cyclistes entre la France et l'Allemagne sur le Rhin sont actuellement la passerelle Mimram et la passerelle des Trois Pays.

## Caractéristiques
Depuis 2013, la ligne est classée voie unique à trafic restreint (VUTR). Elle était auparavant exploitée sous le régime de la voie unique à signalisation simplifiée (VUSS).